# Ophiomyia spinicauda
Ophiomyia spinicauda är en tvåvingeart som beskrevs av Mitsuhiro Sasakawa 1972. Ophiomyia spinicauda ingår i släktet Ophiomyia och familjen minerarflugor.
Artens utbredningsområde är Taiwan. Inga underarter finns listade i Catalogue of Life.